# Ruta A591
La A591 es una carretera principal en Cumbria, en el noroeste de Inglaterra. El tramo de la vía que transcurre entre Windermere y Keswick fue elegida como la carretera favorita de los británicos.

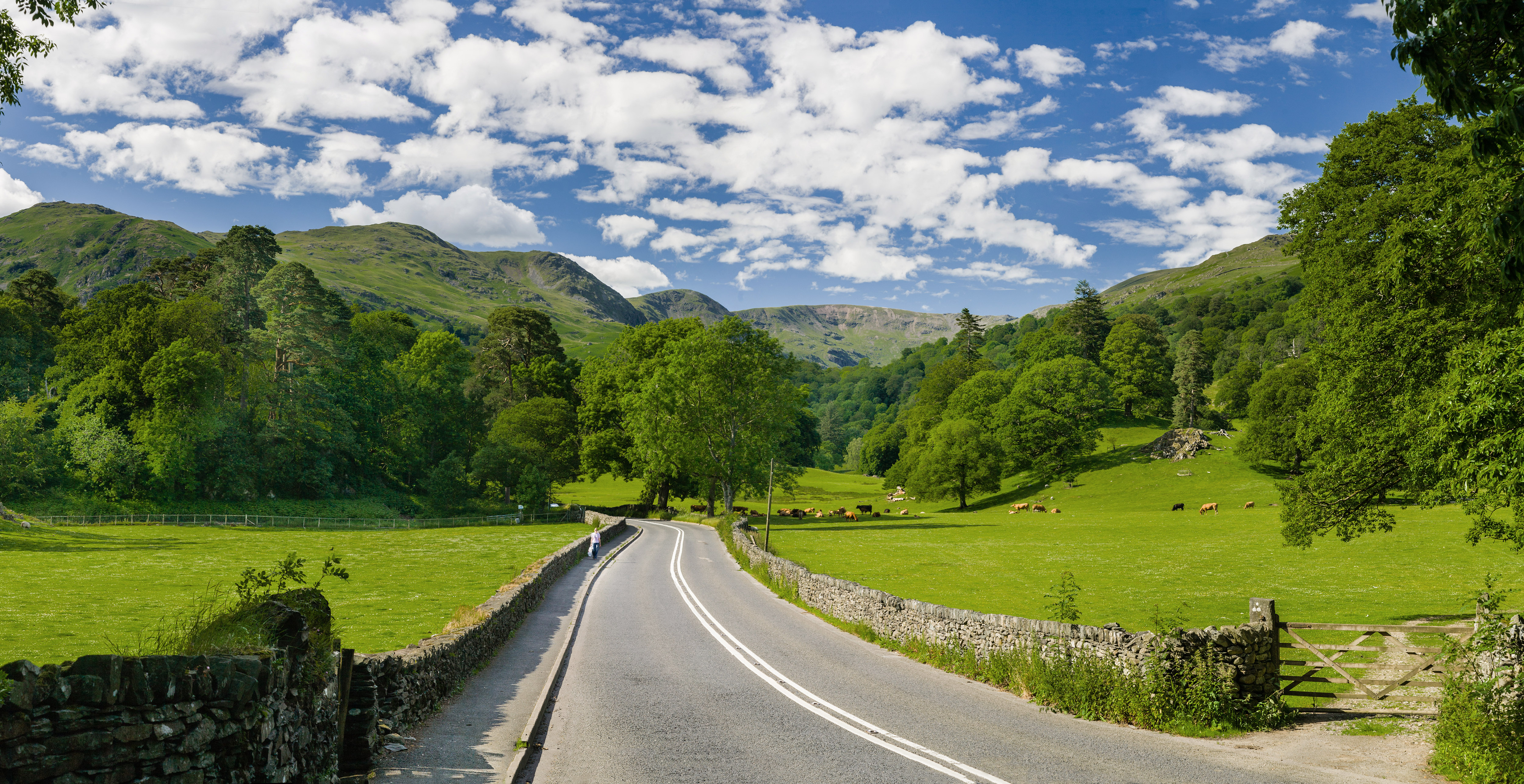
La A591 a su paso entre Ambleside y Grasmere

## Ruta
La carretera comienza 5,6 km al noroeste de la salida 36 de la autopista M6, en el cruce con la A590 en la rotonda de Brettargh Holt, cerca del Castillo de Sizergh. Pasa por la ciudad de Kendal como autovía, un tramo que fue inaugurado en 1971 con un coste de 1 900 000 de libras. Se transforma en carretera convencional al entrar en el Distrito de los Lagos. Pasa por Windermere y atraviesa el centro de Ambleside, sigue por el lado norte del Rydal Water, pasa White Moss Common, sigue el borde este del lago Grasmere, y después atraviesa la ciudad de Grasmere. La carretera alcanza el punto alto de Dunmail (238 m sobre el nivel del mar), pasa Thirlmere y poco después alcanza Keswick. Allí, se encuentra con la A66 en una rotonda, antes de continuar en dirección norte-noroeste, con buenas vistas sobre el lago Bassenthwaite. El último tramo tiene curvas muy pronunciadas y es particularmente estrecha en algunos lugares, aumentando la peligrosidad y provocando accidentes. La vía termina en la ciudad de Bothel, en la carretera A595.